# Islandia na Zimowych Igrzyskach Olimpijskich 1998
Islandię na Zimowych Igrzyskach Olimpijskich 1998 reprezentowało 7 zawodników. Był to trzynasty start Islandii na zimowych igrzyskach olimpijskich.

## Dyscypliny

### Narciarstwo alpejskie

#### Mężczyźni
| Zawodnik            | Konkurencja   | 1. przejazd | 1. przejazd | 2. przejazd | 2. przejazd | Czas końcowy     | Pozycja          | Źródło |
| Zawodnik            | Konkurencja   | Czas        | Pozycja     | Czas        | Pozycja     | Czas końcowy     | Pozycja          | Źródło |
| ------------------- | ------------- | ----------- | ----------- | ----------- | ----------- | ---------------- | ---------------- | ------ |
| Kristinn Björnsson  | Slalom gigant | 1:25.47     | 34.         | DNS         | DNS         | Nieklasyfikowany | Nieklasyfikowany | [ 1 ]  |
| Haukur Arnórsson    | Slalom gigant | DNF         | DNF         | NQ          | NQ          | Nieklasyfikowany | Nieklasyfikowany | [ 1 ]  |
| Sveinn Brynjólfsson | Slalom        | 1:03.52     | 32.         | 1:02.66     | 25.         | 2:06.18          | 25.              | [ 2 ]  |
| Kristinn Björnsson  | Slalom        | DNF         | DNF         | NQ          | NQ          | Nieklasyfikowany | Nieklasyfikowany | [ 2 ]  |
| Haukur Arnórsson    | Slalom        | DNF         | DNF         | NQ          | NQ          | Nieklasyfikowany | Nieklasyfikowany | [ 2 ]  |
| Arnór Gunnarsson    | Slalom        | DNF         | DNF         | NQ          | NQ          | Nieklasyfikowany | Nieklasyfikowany | [ 2 ]  |

#### Kobiety
| Zawodnik               | Konkurencja   | 1. przejazd | 1. przejazd | 2. przejazd | 2. przejazd | Czas końcowy     | Pozycja          | Źródło |
| Zawodnik               | Konkurencja   | Czas        | Pozycja     | Czas        | Pozycja     | Czas końcowy     | Pozycja          | Źródło |
| ---------------------- | ------------- | ----------- | ----------- | ----------- | ----------- | ---------------- | ---------------- | ------ |
| Theódóra Mathiesen     | Slalom gigant | DNF         | DNF         | NQ          | NQ          | Nieklasyfikowany | Nieklasyfikowany | [ 3 ]  |
| Brynja Þorsteinsdóttir | Slalom gigant | DNF         | DNF         | NQ          | NQ          | Nieklasyfikowany | Nieklasyfikowany | [ 3 ]  |
| Brynja Þorsteinsdóttir | Slalom        | DNF         | DNF         | NQ          | NQ          | Nieklasyfikowany | Nieklasyfikowany | [ 4 ]  |
| Sigríður Þorláksdóttir | Slalom        | DNF         | DNF         | NQ          | NQ          | Nieklasyfikowany | Nieklasyfikowany | [ 4 ]  |
| Theódóra Mathiesen     | Slalom        | DNF         | DNF         | NQ          | NQ          | Nieklasyfikowany | Nieklasyfikowany | [ 4 ]  |

| Zawodnik               | Konkurencja | Zjazd   | Zjazd   | Slalom         | Slalom         | Slalom         | Slalom  | Czas końcowy     | Pozycja          | Źródło |
| Zawodnik               | Konkurencja | Czas    | Pozycja | Czas przejazdu | Czas przejazdu | Czas całkowity | Pozycja | Czas końcowy     | Pozycja          | Źródło |
| Zawodnik               | Konkurencja | Czas    | Pozycja | 1              | 2              | Czas całkowity | Pozycja | Czas końcowy     | Pozycja          | Źródło |
| ---------------------- | ----------- | ------- | ------- | -------------- | -------------- | -------------- | ------- | ---------------- | ---------------- | ------ |
| Brynja Þorsteinsdóttir | Kombinacja  | 1:34.49 | 23.     | DNF            | DNF            | DNF            | DNF     | Nieklasyfikowany | Nieklasyfikowany | [ 5 ]  |